# Modimolle
Modimolle (Afrikaans: Nylstroom) (sinds 2002 officieel Modimolle Local Municipality) is een stad en gemeente in het Zuid-Afrikaanse district Waterberg.
Modimolle ligt in de provincie Limpopo en telt 68.513 inwoners.

## Hoofdplaatsen
Het nationaal instituut voor de statistiek, Stats SA, deelt sinds de census 2011 deze gemeente in in 6 zogenaamde hoofdplaatsen (main place):
Alma • Leseding • Modimolle • Modimolle Munic NU • Phagameng • Vaalwater.